# 馬克·曉士 (足球運動員)
莱斯利·马克·休斯，OBE（1963年11月1日—），綽號，前威爾斯職業足球員及現役領隊，出身曼聯青訓系統，球員時期曾效力曼聯、巴塞罗那、車路士等著名球會，退役後擔任領隊，曾分別執教威爾斯國家隊、布力般流浪、曼城、富咸、昆士柏流浪、史篤城、南安普顿和布拉德福德城。他曾為威爾斯上陣72次，並射入16球。他是位天才橫溢的前鋒球員，控住皮球等待機會或為隊友製造機會的造詣獨步球壇。2007年獲選入英格蘭足球名人堂。

## 球員生涯
曉士於1980年夏天離校後加盟曼聯，但要到1983-84球季才有機會初次為球會上陣，該場為足總盃曼聯作客對牛津联，雙方賽和1:1。期後，曉士迅速於曼聯獲得正選位置，並是曼聯贏得1985年足總盃的重要球員之一。當屆決賽曼聯以1-0擊敗愛華頓。但於翌年夏季，曉士出奇地以200萬英鎊售予巴塞罗那。領隊期望他能與連尼加組成出色的前鋒組合，但曉士在巴塞隆拿渡過的唯一球季表現郤令人失望，因而在1987-88年度賽季被外借到西德拜仁慕尼黑，他亦在彼邦重拾狀態。
1988年5月，曉士以破當時球會紀錄的180萬英鎊轉會費，回歸改由費格遜爵士帶領的曼聯。正如他第一度效力時一樣，曉士證明自己是一個充滿活力的射手，也是球隊贏取兩次聯賽冠軍，兩次足總盃冠軍，一次聯賽盃冠軍及一次冠軍的重心人物。
1995年6月，曉士以一百五十萬英鎊被賣給車路士，第二次－也是最後一次－離開老特拉福德球场。那個夏天同時離隊的還有保羅·恩斯（往國際米蘭）簡察斯基（往愛華頓）。雖然曼聯沒有了曉士，但依然取得優異成績，當季便第二次包攬了聯賽和足總盃冠軍。
與此同時，曉士在車路士冒起成為頂級球隊的過程中，也擔當了重要角色，包括贏取足總盃和歐洲盃賽冠軍盃。1998年7月，曉士被賣往修咸頓，其後再到了愛華頓。此時的曉士已經漸漸淡出，直至1999年八月，他被委任為威爾斯國家隊領隊。2000-01年度賽季，曉士在其足球生涯中首次在非頂級聯賽中比賽，為布力般流浪從甲組升上超級聯賽的要角；2002年二月布力般流浪贏得聯賽盃，他也是功臣之一。同年他正式退役，只差數個月便39歲了。

## 領隊生涯
曉士被委任為威爾斯國家隊時，當時的威爾斯在世界球壇上只屬二三流球隊。然而，在曉士執教的五年間，威爾斯差點就能晉身2004年歐洲國家盃決賽週。他們在小組排第二，僅次於意大利之後，可惜在附加賽不敵俄羅斯。
曉士於2004年9月辭去威爾斯國家隊領隊一職，轉而執教其球員生涯最後效力的布力般流浪。曉士當季不但帶領球隊成功護級，還協助球隊40年來首度晉身足總盃四強。而在執教布力般流浪的第二個球季，他更創出佳績，包括在聯賽擊敗阿仙奴及兩度撃敗曼聯，令到球會有機會參與來季的歐洲足協盃。
2008年7月，曉士接替轉任墨西哥國家隊教練的前英格蘭國家隊領隊艾歷臣出任曼城領隊。在任教18個月及豪花接近2億英鎊收回球員仍交不出成績後，於2009年12月19日終被辭退。
2010年夏季接任富咸領隊，簽約兩年，富咸雖然透過公平競技取得歐霸盃參賽資格，但曉士於2011年6月2日任教不足1年後主動請辭。
2012年1月10日獲新升英超僅半季的昆士柏流浪聘任為領隊，簽約兩年半。2012年11月23日，由於12輪聯賽未嘗一勝的惡劣戰績，任教不足一年終被辭退。
2013年5月30日，史篤城正式向外宣佈聘用曉士成為球隊的新領隊，接手季後離任的東尼·佩利斯，雙方並簽下長達3年的合約。2018年1月7日离任。
2018年3月14日，曉士加盟曾效力過的修咸頓，成為球隊的新領隊，接替兩日前被辭退的柏歷堅奴，並協助瀕臨降級邊綠的修咸頓成功護級。但在2018年12月作主場對曼聯一役，領先兩球被追平，翌日遭解僱，只執教短短8個月。

## 外部連結
- 足球数据库：馬克·曉士的球员统计数据
- 足球資料庫：馬克·曉士 (足球運動員)的領隊統計數據
- Mark Hughes - 曼联官方网站 （页面存档备份，存于）
- Article on Manchester United Legends（英文）